# Un posto all'inferno
Un posto all'inferno è un film italiano del 1969 diretto da Giuseppe Vari.

## Trama
In seguito alla sconfitta degli Stati Uniti nelle Filippine, il maggiore della Marina Mac Graves guida un gruppo di soldati a distruggere una stazione radar presa dai Giapponesi. Poi si tratta di sfuggire da quest'isola.